# Envoûtement (Mélusine)
Envoûtement est le 20e tome de la série de bande dessinée Mélusine. Il est paru le 4 mai 2012 en Belgique et en France.

## Synopsis
Désespérée de ne pas avoir trouvé l'amour malgré toutes ses qualités, Mélusine décide de s'envoûter elle-même afin d'aider le sort. Son envoûtement marche trop bien : bientôt, toutes ses connaissances ainsi que tous les chevaliers des environs, tombent amoureux d'elle, ce qui envenime rapidement la situation.